# لی جونگ هیوک (بازیگر، زاده ۱۹۸۵)
لی جونگ هیوک (کره‌ای: 이정혁؛ زادهٔ ۲۲ آوریل ۱۹۸۵) بازیگر اهل کره جنوبی است. او به خاطر ایفای نقش در مجموعه‌های تلویزیونی می‌توانم صدایت را بشنوم، زیبایی درون و فیلممشت‌های افسانه‌ای شناخته می‌شود.

## فیلم‌شناسی

### مجموعه تلویزیونی
| سال       | عنوان                      | نقش           | منابع  |
| --------- | -------------------------- | ------------- | ------ |
| ۲۰۱۰      | کیس اند د سیتی             | جونگ یو       | [ ۲ ]  |
| ۲۰۱۳      | می‌توانم صدایت را بشنوم     | لی جونگ هون   | [ ۳ ]  |
| ۲۰۱۳      | نیل شاپ پاریس              | هیوک وو       | [ ۴ ]  |
| ۲۰۱۳      | اگه می‌تونی باهاش ازدواج کن | سونگ هون      | [ ۵ ]  |
| ۲۰۱۳–۲۰۱۴ | عشق پرشور                  | بان ته یانگ   | [ ۶ ]  |
| ۲۰۱۵      | خانه کبودمرغ               | یو مین        | [ ۷ ]  |
| ۲۰۱۶      | کارآگاه خون‌آشام            | جی سونگ چول   | [ ۸ ]  |
| ۲۰۱۶      | در مسیر فرودگاه            | پارک سانگ یوب | [ ۹ ]  |
| ۲۰۱۷      | مردی در آشپزخانه           | منیجر کیم     | [ ۱۰ ] |
| ۲۰۱۷      | دفترچه زندان               |               | [ ۱۱ ] |
| ۲۰۱۸      | خنده در وایکیکی            | کیم وو سونگ   | [ ۱۲ ] |
| ۲۰۱۸      | دادخواست‌ها                 | کیم جین کیو   | [ ۱۳ ] |
| ۲۰۱۸      | جذابیت شیطانی              | مین هیونگ جون | [ ۱۴ ] |
| ۲۰۱۸      | زیبایی درون                | یون ها        | [ ۱۵ ] |
| ۲۰۱۹      | خانه‌ای برای تابستان        | چوی سونگ مین  | [ ۱۶ ] |
| ۲۰۲۲      | حالا زیباست                | جه‌هیون        | [ ۱۷ ] |
| ۲۰۲۳      | خانواده غیرمنتظره          | یون جه ها     | [ ۱۸ ] |
| ۲۰۲۵      | گروه مطالعه                | پی یون بک     |        |